# Comunità ebraica di Napoli

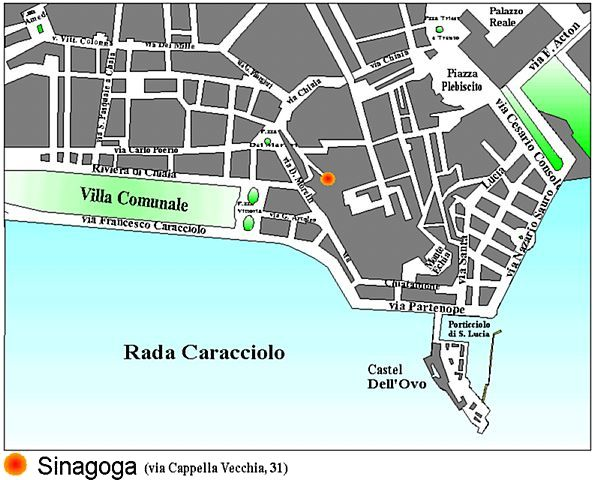
Localizzazione della sinagoga di Napoli

La comunità ebraica di Napoli è una delle ventuno comunità ebraiche italiane riunite nell'UCEI.
Conta circa 300 appartenenti.

## Storia

### Antichità
Le prime tracce sicure di presenza di ebrei a Napoli e nei suoi dintorni risalgono al I secolo d.C.: una presenza ebraica è documentata da graffiti e iscrizioni murali a Pompei, città di una certa importanza per il suo porto. Anche nei pressi del porto di Pozzuoli, più importante dello scalo pompeiano, la presenza ebraica è testimoniata da ritrovamenti a Bacoli, mentre a Marano di Napoli è venuta alla luce una tomba dedicata a una donna proveniente da Gerusalemme, prigioniera in epoca di Claudio o Nerone. Una discreta comunità è attestata in quest'epoca a Capua, a Nuceria Alfaterna e, «in data non troppo precisabile», a Napoli e Salerno.

#### Tarda antichità
Nel V secolo a Napoli esisteva una comunità ebraica di una certa entità come attestato da una serie di epigrafi sepolcrali rinvenute a Corso Malta (dove attualmente si immette la rampa per la tangenziale) nel 1913 e soprattutto nel 1931 in occasione della costruzione della Caserma Mameli. Le lapidi sepolcrali in lingua latina, eccetto una in greco, presentano alla fine piccole parole in ebraico (šlwm shalom, 'mn amen), e la menorah. Le epigrafi sono attualmente esposte nel Museo archeologico nazionale di Napoli.
Entro l'anno 536 la comunità napoletana era divenuta sufficientemente grande ed economicamente stabile per combattere con i Goti, contribuendo all'inutile resistenza contro l'assedio portato alla città dal generale bizantino Belisario.
Una cinquantina d'anni dopo, nel 598, abbiamo l'importante testimonianza epistolare di papa Gregorio Magno, che interveniva sui vescovi di Napoli e Cagliari, affinché non si arrecasse alcun disturbo all'ufficio delle funzioni liturgiche in sinagoga: il gesto di San Gregorio era stato sollecitato dalla comunità ebraica di Roma la quale, evidentemente, doveva godere di qualche forma di familiarità e influenza sulla corte pontificia.
Sempre dalle epistole di san Gregorio si può arguire che, pur mantenendo il tradizionale radicamento nel tessuto urbano, anche la comunità di Napoli potesse essere stata interessata dal più generale fenomeno di ruralizzazione, con dedizione di alcuni suoi soggetti alla conduzione di tenute agricole di una certa importanza, sulla spinta delle invasioni barbariche di quell'epoca.
Con la fine della tarda antichità, sulla comunità napoletana, al pari di quelle di tutte le altre realtà italiane, cala il silenzio pressoché assoluto delle fonti, e da questi pochi accenni si passa a rarissimi indizi negli ultimi 4 secoli del I millennio. Il buio documentario inizia a diradarsi solo nel X secolo.

### Medioevo
Benjamin di Tudela, in visita alla città nel 1159, riportò la presenza di circa 500 famiglie di fede ebraica residenti: si trattava dunque di una comunità notevole, inferiore solo a quella di Salerno che, con le sue 600 famiglie, era probabilmente la più nutrita dell'Italia continentale. La presenza di questa comunità numerosa lascia presupporre una continuità di insediamento mantenutasi dall'Antichità attraverso i secoli dell'Alto medioevo. Questo appare confermato dalle notizie che iniziano a comparire verso la fine dell'interludio altomedievale: nel X secolo si sa della loro ubicazione in un vicus judaeorum, mentre nel 1097 è attestata la presenza di una sinagoga hebraeorum. Molto importante, a testimoniare le buone condizioni di vita della comunità napoletana, è poi una notizia del 1153 circa la conclusione, da parte di un ebreo, della permuta di un terreno con due locali attigui alla sinagoga, con possibilità di adibirne uno a scuola o a seconda sinagoga: rimane provata non solo la prerogativa del possesso immobiliare, spesso negato altrove, ma anche la possibilità di disporre di tale proprietà con notevole libertà, tanto da poter modificare la destinazione d'uso dei propri beni fino a trasformarli in luoghi di culto.
Nel 1165 è poi attestata una schola hebraeorum, la cui istituzione è probabilmente da ricollegarsi alla facoltà di destinazione concessa con l'atto di permuta precedentemente citato.

#### Ilfilosemitismodi Età federiciana

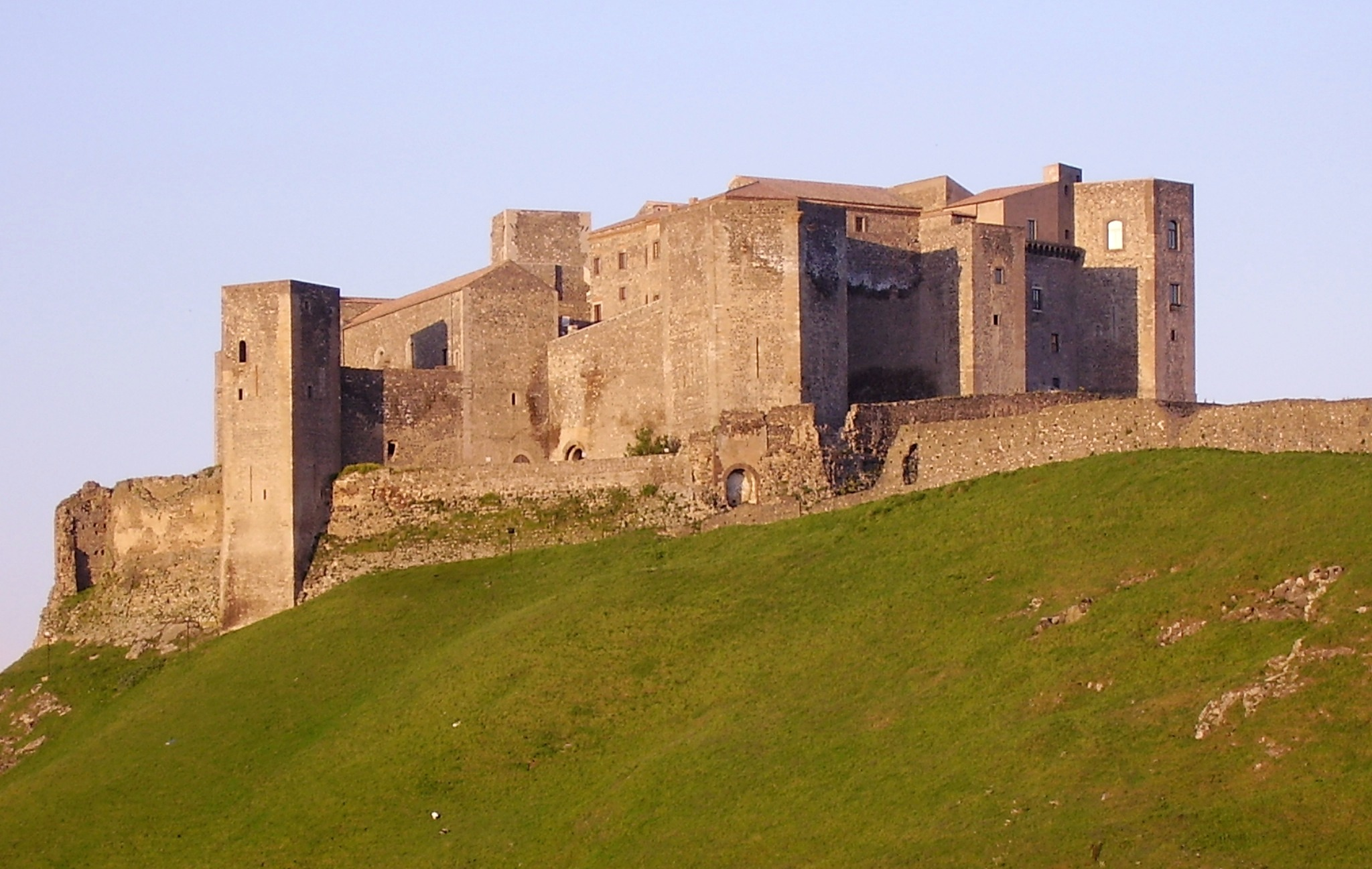
Il castello di Melfi in cui Federico II redasse il Liber Augustalis.

Nel 1231, Federico II di Svevia, raccolse nel Liber Augustalis (Costituzioni melfitane) una serie di disposizioni, normanne e sveve, che indicavano gli Ebrei come servi nostrae camerae, sottraendoli alle pressioni dei signori locali e del clero ed estendendo un atteggiamento filosemita a tutto il Regno di Sicilia:  gli ebrei posti sotto la diretta protezione del sovrano venivano parificati ai gentili per quanto riguarda il diritto di difesa e la possibilità di procedere in giudizio; è regolamentata la pratica del prestito di denaro, ponendo un saggio di interesse non superiore al 10%. Quest'ultima norma, in particolare, soprattutto nella successiva età della dominazione angioina, aprì la strada alla penetrazione in Napoli di banchieri e uomini d'affari provenienti da Pisa e dalla Provenza, e favorì l'attività economica degli ebrei di Trani e Oria.
Declinata l'epoca di Federico II e dei suoi epigoni, il clima iniziò a cambiare. Dal 1288, e soprattutto dal 1290 al 1294, si abbatté sugli ebrei una vera e propria «tempesta», frutto dall'abile predicazione anti-ebraica dei predicatori domenicani che esercitava le sue argomentazioni già da un quarto di secolo, e che era salita ancor più di tono con la successione di Carlo lo Zoppo a Carlo d'Angiò
Nel 1288 il Regno di Napoli decretò l'espulsione per gli ebrei e nel 1293 gli ebrei erano incentivati a convertirsi in cambio dell'esenzione ad vitam dal pagamento delle tasse.

#### Età aragonese e spagnola
Nel 1473 venne fondata a Napoli la prima stamperia ebraica. Nel 1492 molti ebrei che erano stati espulsi dalla Spagna si rifugiarono a Napoli, trovando protezione presso il re Ferdinando I; tuttavia alla conquista del regno da parte della Francia nel 1495 gli ebrei furono nuovamente oppressi. Quando Napoli fu presa dagli spagnoli nel 1510 gli ebrei furono sottoposti al pagamento di 300 ducati sotto pena di una nuova espulsione. Nel 1535 il prezzo venne alzato così molti ebrei furono costretti ad andarsene: entro il 1541 tutti gli ebrei che vivevano a Napoli erano stati cacciati.
È tuttavia importante ricordare come il Regno di Napoli, sia prima che dopo le espulsioni di massa del 1540-1541, continuò ad essere comunque la destinazione, durante la dominazione spagnola, di diverse famiglie di origini ebraiche, formalmente convertite al cristianesimo, provenienti dalla penisola iberica (in particolare dal Portogallo, successivamente all'annessione di quel regno da parte della corona spagnola nel 1580). Nel regno di Napoli non era infatti presente l'Inquisizione spagnola, nonostante numerosi tentativi fatti dalle autorità di introdurla, elemento questo che costituiva un indubbio vantaggio per i marranos. Alcune di queste famiglie raggiunsero grande preminenza e vennero nobilitate. Tra queste possiamo menzionare i De Torres, i Sanchez, i Pinto, i Vaaz. 
Molti ebrei cacciati da Napoli si stanziarono nella zona meno popolata dei Campi Flegrei, all'estremità del golfo di Pozzuoli, facendo rivivere l'antico borgo romano di Bauli, oggi Bacoli, dove tuttora nella popolazione sono relativamente diffusi nomi veterotestamentari (Azaria, Ester, Ezechiele, Gabriele, Geremia, Gioacchino, Giona, Giosafatte, Giuditta, Isaia, Michele, Mosè, Rachele, Raffaele, Samuele, Tobia, ecc.), e sicuramente i due cognomi Guardascione e Salemme hanno chiari riferimenti ebraici ("guarda a Sion" e "Shalom"). Quando successivamente furono forzati ad abbracciare il cristianesimo, scelsero fra i santi quello meno cristiano di tutti, Sant'Anna, la madre di Maria Vergine.

### Età moderna
Con editto del 13 febbraio 1740, su suggerimento del Ministro Tanucci, agli ebrei fu permesso il ritorno a Napoli su invito del Re di Napoli Carlo  di Borbone, ma di nuovo espulsi nel 1746.

### Età contemporanea
Nel 1831 un piccolo gruppo di essi si stabilì nell'hotel Croce di Malta, dove una delle stanze serviva da sinagoga.
Nel 1841 i membri della famiglia Rothschild di Napoli comprarono villa Pignatelli, una cui sala venne messa a disposizione per un po' di tempo per le funzioni religiose della locale comunità. Nel 1864 la comunità prese affitto un locale in via Cappella Vecchia, che divenne il centro della comunità e nel 1867 i Rothschild vendettero villa Pignatelli.

### Novecento
La comunità ebraica di Napoli nel 1920 contava quasi 1.000 membri. Nel settembre del 1942 trentasei giovani ebrei napoletani furono confinati a Tora e Piccilli, piccolo comune a nord di Caserta, per essere impiegati in lavori agricoli. Nei mesi successivi alcune famiglie dei confinati ed altre raggiunsero Tora e Piccilli per sfuggire ai bombardamenti che fra la fine del 1942 e gli inizi del 1943 stavano martoriando Napoli. Dopo l'8 settembre 1943 i circa cinquanta ebrei furono nascosti dagli abitanti del luogo, trovando rifugio nei boschi circostanti e riuscendo a salvarsi dalle deportazioni.
Dopo la seconda guerra mondiale, la comunità ebraica di Napoli contava 534 membri, ridottisi a circa 160 membri.

## Sinagoga

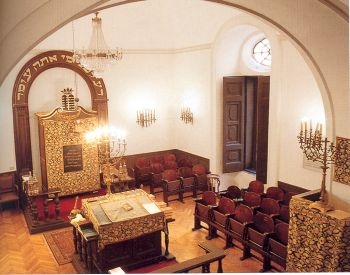
L'interno della sinagoga di Napoli

La sinagoga di Napoli si trova in via Cappella Vecchia 21, all'interno del palazzo Sessa. Fu inaugurata nel 1864 grazie all'influenza del barone Adolph Carl von Rothschild.
All'entrata sono poste due lapidi di marmo: una ricorda Dario Ascarelli, il presidente della comunità che comprò gli edifici per sinagoga nel 1910 mentre l'altra commemora la deportazione degli ebrei napoletani durante la seconda guerra mondiale.
La sala delle conferenze venne riaperta dopo lavori di restauro terminati nel 1992.
Nel 2020 ha subito un'opera di rinnovo grazie al contributo della Fondazione Rothschild di Parigi.